# Puzzle & Dragons
Puzzle & Dragons (パズル&ドラゴンズ Pazuru Ando Doragonzu?) es un videojuego de lógica con elementos de rol y estrategia, desarrollado y publicado por GungHo Online Entertainment para las plataformas iOS, Android y Amazon Fire.
Puzzle & Dragons es un videojuego de lógica de combinación de fichas que exige a los jugadores desplazar y combinar orbes de diferentes colores dispuestos en una cuadrícula. La cantidad y tipo de combinaciones determinan cuál de los seis monstruos del equipo del jugador ataca a las oleadas de monstruos enemigos y cuánto daño infligen. Un nivel adicional de desafío implica adquirir, seleccionar y mejorar un equipo de entre miles de monstruos, que varían desde personajes de fantasía estándar hasta deidades de diversas religiones y mitologías, así como personajes de franquicias de entretenimiento populares.
Puzzle & Dragons es un juego gratuito financiado a través de la venta de moneda del juego. Ha sido un gran éxito comercial en Japón, con más de 32 millones de descargas en noviembre de 2014, y su popularidad se ha extendido a otros países asiáticos, América del Norte y numerosos países europeos. Las descargas a nivel mundial superaron los 50 millones en septiembre de 2015 y alcanzaron los 62 millones para octubre de 2017. Destacando su éxito, Puzzle & Dragons se convirtió en el primer juego móvil en recaudar mil millones de dólares en ingresos y alcanzó los 6 mil millones para fines de 2017. Aunque fue la aplicación móvil con mayores ganancias en su momento, fue superada por Monster Strike en octubre de 2018. Hasta octubre de 2018, Puzzle & Dragons ha recaudado un total de 7 mil millones de dólares, posicionándose como la segunda aplicación móvil con mayores ingresos. Además, el juego ha dado origen a una franquicia que incluye varios videojuegos y una serie de anime llamada Puzzle & Dragons X, así como otra serie llamada Puzzle & Dragons, que se lanzó el 2 de abril de 2018 y cuenta con 252 episodios hasta el 23 de abril de 2023.

## Jugabilidad
Puzzle & Dragons fusiona dos tipos de jugabilidad: la de combinación de fichas y el de rol de recolección de monstruos. Los jugadores forman equipos seleccionando entre una amplia variedad de más de 9000 monstruos disponibles en el juego y luego participan en mazmorras donde resuelven rompecabezas de combinación de fichas. Estos rompecabezas determinan la fuerza de los ataques de sus monstruos contra oleadas de enemigos.

### Monstruos
Los monstruos en Puzzle & Dragons provienen de una variedad de fuentes. Sus diseños abarcan desde criaturas fantásticas como dragones, demonios, ogros y duendes, hasta monstruos inspirados en deidades y otras figuras de diversas mitologías alrededor del mundo. Además, se incluyen personajes ficticios de terceros, disponibles por períodos de tiempo limitados. Los jugadores adquieren estos monstruos como recompensa por completar las mazmorras del juego o al gastar moneda del juego, ya sea obtenida a través de la jugabilidad o comprada mediante microtransacciones, en las "Egg Machines".
Las diversas estadísticas que poseen los diferentes monstruos contribuyen a la naturaleza estratégica del juego. Un monstruo del equipo se designa como "Líder" y tiene una habilidad de líder pasiva que afecta las habilidades ofensivas o defensivas del equipo del jugador durante el juego en una mazmorra. Además, casi todos los monstruos también tienen habilidades activas que el jugador puede usar a su favor en el juego, pero estas habilidades poseen un temporizador de recuperación, lo que requiere que el jugador espere varios turnos antes de poder utilizar la habilidad nuevamente. Durante el juego, el jugador también elige un monstruo de otros jugadores para agregarlo a su grupo. Antes de la versión 7.4.1, solo los amigos del jugador tenían activada su habilidad de líder y solo se podía elegir a los "aventureros" para que posiblemente se convirtieran en amigos después. La versión 7.4.1 hace que los monstruos de los jugadores "aventureros" también tengan activas las habilidades de líder. Los jugadores están limitados en los monstruos que pueden usar en sus equipos según su rango y el costo del equipo asociado al monstruo, basado en la rareza y la fuerza del monstruo. A medida que el jugador aumenta su rango de jugador completando mazmorras y ganando puntos de experiencia, el costo total del equipo también aumenta. Los jugadores pueden guardar varios equipos para usarlos en el juego, comenzando con seis combinaciones posibles para configurar. Estos equipos pueden adaptarse para derrotar una mazmorra en particular o configurarse para aprovechar mejor la habilidad del líder del equipo.
Los monstruos se vuelven más poderosos al fusionarlos con otros, lo que aumenta la experiencia del monstruo seleccionado. Si los dos monstruos poseen la misma habilidad, existe la posibilidad de que el nivel de habilidad del monstruo base aumente, reduciendo así el contador de enfriamiento de la habilidad de forma permanente. Ciertos monstruos ganados en el juego también están marcados con un signo más (+) y un número, lo que indica que tienen una estadística aumentada en comparación con monstruos idénticos; al usar estos monstruos en fusión, se transfiere la estadística aumentada al monstruo base. Una vez que un monstruo alcanza un nivel máximo establecido, el monstruo puede evolucionar, siempre que el jugador posea otros monstruos necesarios para la evolución de ese monstruo en particular. La evolución restablece el nivel del monstruo a 1, pero también permite que las estadísticas del monstruo aumenten al subir de nivel una vez más. Se introdujo en el juego una mecánica de "Ultimate Evolution" en su actualización a la versión 4.0, que puede cambiar las diversas estadísticas de un monstruo, alterando la forma en que ese monstruo se puede utilizar estratégicamente en las mazmorras. La actualización a la versión 6.0 agregó el sistema Awoken Skill, que proporciona habilidades pasivas adicionales activas para todos los monstruos de un equipo durante el juego de mazmorra.

### Rompecabezas

El aspecto de rompecabezas de Puzzle & Dragons. Dos monstruos enemigos se muestran en la mitad superior dentro de la mazmorra, el equipo de seis monstruos del jugador y su salud actual en el área central, y las fichas de orbe que deben combinarse en la parte inferior.

El sistema de rompecabezas en Puzzle & Dragons forma parte de las mazmorras del juego, donde la resolución de un rompecabezas de combinación de fichas determina la potencia de los ataques de los monstruos controlados por el jugador. Estas mazmorras constan de múltiples oleadas de monstruos enemigos, cada uno con sus propias estadísticas ofensivas y defensivas. El jugador debe completar todos los niveles de la mazmorra sin que la salud total de su equipo llegue a cero. La pantalla del juego está dividida, mostrando a los monstruos enemigos en la mitad superior y una cuadrícula de fichas de 6 por 5 en la parte inferior, separada por el equipo de monstruos propio del jugador.
Los encuentros en las mazmorras se desarrollan por turnos en Puzzle & Dragons. Durante el turno del jugador, se pueden activar las habilidades de los monstruos de su equipo si están disponibles, seguido por intentar realizar una combinación (o "combo") de tres o más fichas (o "orbes") en el tablero. Estos orbes tienen cinco colores que representan los atributos elementales de los monstruos (Fuego, Madera, Agua, Luz y Oscuridad), así como corazones que simbolizan la recuperación de vida (algunas habilidades de monstruos enemigos pueden introducir otros dos tipos de orbes en el tablero).
Para realizar un combo, el jugador puede arrastrar un orbe a posiciones adyacentes, intercambiándolo con otro orbe presente en esa ubicación. Siempre que el jugador no suelte el orbe, puede moverlo libremente durante un período de 5 segundos (ajustable según las habilidades de los monstruos del jugador o las habilidades del enemigo), permitiéndole organizar múltiples combos en un solo turno. Una vez completada esta acción, todos los orbes coincidentes se eliminan del tablero y se cuentan como daño. Posteriormente, el tablero se llena nuevamente con una cascada de orbes, lo que puede resultar en más combos, conocidos como "skyfall combos" (落ちコン ochikon?)
El daño en Puzzle & Dragons se calcula en función de los colores que coinciden en los combos. Por ejemplo, un combo básico de 3 orbes rojos (Fuego) hará que cualquier monstruo del jugador con el atributo Fuego inflija daño igual a su estadística de ataque base (ATK) a una criatura enemiga. Cuando se combinan orbes de corazón en un combo, esto restaura la salud del equipo según la estadística total de recuperación de salud (RCV) del equipo.
Combos de más de 3 orbes del mismo color aumentarán el daño infligido por cada orbe adicional. Realizar múltiples combos en el mismo turno aumentará el daño total o la curación de todos los monstruos, independientemente del color que coincida, mientras que combos separados del mismo color multiplicarán aún más el daño infligido. Combos individuales de cinco o más orbes activarán un ataque que afectará a todos los monstruos enemigos en el campo.
El daño se ve afectado por la estadística de defensa de los monstruos enemigos y su atributo elemental. Por ejemplo, el daño de fuego contra un monstruo de fuego enemigo funcionará, pero aumentará contra un monstruo de madera y disminuirá contra un monstruo de agua, siguiendo una relación de papel-tijera. Los monstruos de atributo claro y oscuro son débiles únicamente entre sí.
El jugador puede seleccionar específicamente a qué monstruo desea infligir daño tocándolo en la pantalla. Después de que el jugador finaliza su turno, el contador de cada monstruo enemigo disminuye en uno. Cuando un contador llega a cero, ese monstruo tiene un turno para atacar, y el contador se reinicia a un valor predefinido. Si un jugador no completa un turno en una partida exitosa, el contador de ataque de los monstruos enemigos avanza una vez, mientras que los temporizadores de enfriamiento para el jugador no cambian, aunque los estados impuestos por los monstruos enemigos sí se ven afectados.
Cuando el HP de un monstruo enemigo llega a cero en Puzzle & Dragons, el monstruo abandona la batalla y existe la posibilidad de que deje un huevo de monstruo o un cofre del tesoro, que formará parte de las recompensas de la mazmorra. Después de derrotar a todos los monstruos en un encuentro, el jugador avanza al siguiente hasta llegar al encuentro con el jefe del piso. Una vez derrotado el jefe, el jugador recibe diversas recompensas obtenidas a lo largo de la mazmorra. Si el HP del equipo del jugador llega a cero, se le brinda la opción de usar la moneda del juego para continuar desde el punto en que perdió, restaurando su HP y reiniciando todo el tablero, o abandonar la mazmorra y renunciar a cualquier recompensa obtenida hasta ese momento. Al completar una mazmorra, el jugador obtiene experiencia, así como monedas del juego y cualquier huevo de monstruo obtenido durante los encuentros. Una vez que se han completado todos los pisos de una mazmorra, se desbloquea la siguiente.

### Mazmorras
Puzzle & Dragons presenta varios tipos de mazmorras entre las cuales el jugador puede elegir participar. Todas estas mazmorras tienen un costo de resistencia asociado, el cual se determina según el rango del jugador en el juego. Este costo se ajusta a la dificultad de la mazmorra, y si el jugador no dispone de suficiente resistencia, debe esperar a que se restablezca en tiempo real o usar una moneda del juego para recuperarla. Inicialmente, el jugador solo tiene acceso a las mazmorras normales, donde los monstruos enemigos causan un daño estándar durante el juego. Después de completar con éxito una serie de mazmorras normales, se desbloquean las mazmorras técnicas (añadidas en la versión 3.0). Estas mazmorras son más desafiantes, ya que los monstruos enemigos ahora poseen sus propias habilidades para aumentar su daño o modificar el tablero del jugador al cambiar colores, oscurecer la vista o agregar orbes de bloqueo y veneno, características exclusivas de las habilidades de los monstruos enemigos. Algunas mazmorras técnicas también imponen restricciones al jugador, como limitar qué monstruos pueden utilizarse o desactivar las habilidades pasivas de todos los monstruos. Tras completar con éxito una serie de Mazmorras Técnicas, se desbloquea un nuevo "Modo Desafío", donde el jugador forma un equipo con los monstruos de sus amigos, confiando únicamente en la habilidad de líder de su propio monstruo.
También se encuentran disponibles las mazmorras especiales, las cuales tienen períodos de disponibilidad limitados y suelen presentar a los monstruos más fuertes y raros del juego. Estas mazmorras especiales tienen su propia escala de dificultad; es menos probable obtener monstruos más raros en las mazmorras de menor dificultad, mientras que completar la clasificación de dificultad más alta prácticamente garantiza la victoria contra el jefe de la mazmorra. Una adición reciente a las Mazmorras Especiales es un sistema de calificación que evalúa al jugador según su desempeño en la mazmorra y la composición del equipo, otorgándole al jugador un monstruo raro adicional por lograr una puntuación alta.
Con la actualización de la versión 7.2 se introdujeron las "Coin Dungeons" (mazmorras de monedas), que el jugador puede adquirir con la moneda del juego durante una hora, incluyendo varias mazmorras nuevas y nuevos monstruos que solo están disponibles en estas mazmorras renovadas. Además, se agregó el Challenge Dungeon al juego, el cual aparece por tiempo limitado y ofrece premios por superar con éxito pisos cada vez más difíciles de la mazmorra. Una actualización reciente también incorporó nuevas mazmorras con jugabilidad tipo roguelike, permitiendo a los jugadores desafiar a series de monstruos y mejorar a su propio equipo a lo largo del camino, ganando así monstruos y moneda del juego.
También existen mazmorras de clasificación que se presentan como eventos especiales y tienen una duración de una semana. En ocasiones, se proporcionará un equipo, mientras que en otras tendrás que conformar tu propio equipo. Estas mazmorras de clasificación tienen un límite de tiempo de 300 segundos, y al finalizar, se otorgan puntuaciones según el desempeño del jugador en las mazmorras. Todos los jugadores compiten por obtener la puntuación más alta, y a ciertos rangos se les asignan premios específicos. Aquellos jugadores que alcancen el 3% superior del rango recibirán una corona que pueden mostrar junto al nombre de su personaje.

### Monedas del juego
Puzzle & Dragons cuenta con diversas monedas en el juego que los jugadores utilizan con diferentes propósitos. Las más versátiles son las Piedras Mágicas. Estas se obtienen al completar mazmorras por primera vez (o por primera vez en el Modo Desafío), o se pueden adquirir a través de la tienda del juego. Las piedras mágicas tienen varios usos, como aumentar la capacidad del inventario de monstruos del jugador, restaurar la resistencia a su capacidad máxima, incrementar la capacidad de la lista de amigos del jugador (después de alcanzar cierto nivel) y continuar jugando en una mazmorra en caso de que el jugador pierda todos los HP. Además, las piedras mágicas se utilizan como pago en las Máquinas de Huevos, donde los jugadores tienen la oportunidad de obtener monstruos más raros. A menudo, los jugadores ahorran piedras mágicas para eventos especiales del servidor, donde los monstruos más raros tienen un mayor porcentaje de aparición en la Rare Egg Machine. Estos eventos se dividen entre Galas para tipos elementales únicos, Carnavales para conjuntos temáticos de monstruos o Godfests, donde los monstruos tipo Dios más raros del juego tienen un mayor porcentaje de aparición. Aunque la mayoría de los monstruos raros pueden obtenerse en cualquier momento desde la Rare Egg Machine, existen aquellos que solo están disponibles durante los Godfests.
Los Pal Points son una forma adicional de moneda presente en el juego, otorgada por participar en mazmorras con otros jugadores. Estos puntos se gastan en la Pal Egg Machine, la cual generalmente no ofrece monstruos raros, a menos que haya un evento que incremente la disponibilidad de ciertos monstruos más raros en la Pal Egg Machine. Al completar mazmorras, el jugador recibe monedas, puntos de experiencia y huevos de monstruos. Las monedas se necesitan para fusionar monstruos, ya sea con el fin de obtener experiencia o llevar a cabo evoluciones. Además, se utilizan para adquirir acceso a las Coin Dungeons, que brindan al jugador la oportunidad de jugar mazmorras especiales por tiempo limitado o nuevas versiones de mazmorras con dificultades más elevadas, con el objetivo de obtener nuevos y exclusivos monstruos raros disponibles en las Coin Dungeons.
Más recientemente, se incorporó al juego un nuevo tipo de moneda denominado Monster Points (MP). Estos puntos se obtienen al vender monstruos, y aquellos de mayor rareza se venden por una cantidad mayor de Monster Points. Los Monster Points se pueden utilizar en la tienda especial Monster Point para adquirir materiales de evolución, Tamdras, Tamdras Latentes y otros monstruos raros que no están disponibles en la Rare Egg Machine.

### Colaboraciones
Puzzle & Dragons también ha ganado reconocimiento por sus eventos de colaboración con diversos videojuegos icónicos y populares propiedades de anime. Durante estas colaboraciones, se introducen mazmorras especiales y máquinas de huevos de colaboración que contienen monstruos disponibles por tiempo limitado. En algunos casos, estos monstruos pueden no volver a estar disponibles hasta que se anuncie una repetición de la colaboración. Aunque la mayoría de las colaboraciones son exclusivas de la edición japonesa del juego, muchas se han lanzado posteriormente en las ediciones internacionales. Algunas de las colaboraciones notables son las siguientes, enumeradas en orden cronológico según su inclusión en la edición japonesa del juego:
- Ragnarok Online
- Emil Chronicle Online[5]
- Taiko no Tatsujin
- Gunma's Ambition
- Crystal Defenders[6][7]
- GungHo's Princess Punt
- Google Play
- Shinra Bansho chocolate
- Rebuild of Evangelion[8][9]
- Clash of Clans
- 7-Eleven
- Taito's Groove Coaster Zero and Space Invaders[10]
- Takaoka's Amitan Musume
- Ragnarok Odyssey Ace
- Dragon's Dogma Quest[11]
- Monster Hunter Felyne Bazaar[11][12]
- Batman: Arkham Origins[13]
- Baskin-Robbins ("Thirty-One Ice Cream")
- Angry Birds[14][15]
- Sanrio's Hello Kitty[16][17]
- Puzzle & Dragons Z
- Hunter × Hunter[18][19]
- Puzzle & Dragons Battle Tournament[20][21]
- Beams
- Dragon Ball Kai[22][23][24]
- Saint Seiya: Legend of Sanctuary[25]
- Bikkuriman[26][27]
- Monster Hunter 4 Ultimate[28]
- DC Comics: The New 52[29]
- Puzzle & Dragons Trading Card Game
- Fist of the North Star[30]
- Final Fantasy[31][32]
- Bleach[33]
- Attack on Titan[34]
- Ghost in the Shell: The New Movie
- Crows
- Weekly Shōnen Sunday, participating titles:[35]
  - Detective Conan
  - Inuyasha
  - Urusei Yatsura
  - Ushio and Tora
  - Kyō Kara Ore Wa!!
  - Flame of Recca
  - Magi: The Labyrinth of Magic
- Voltron[36]
- The King of Fighters '98[37]
- Fullmetal Alchemist: Brotherhood
- Yu Yu Hakusho
- Shin Megami Tensei: Persona, participating titles:
  - Persona 3
  - Persona 4
  - Persona 5
- Magic: The Gathering
- GungHo's Chrono Ma:Gia and GungHo's Summons Board
- Sword Art Online
- Fate/Stay Night
- Street Fighter V: Arcade Edition
- McDonald's
- JoJo's Bizarre Adventure: The Animation
- Shaman King
- Kamen Rider[38]
- Demon Slayer: Kimetsu no Yaiba
- Devil May Cry
- Samurai Shodown
- Jujutsu Kaisen
- One Piece

## Aplicaciones relacionadas

### Desafío de rompecabezas y dragones
Puzzle & Dragons Challenge (パズドラチャレンジ Pazudora Charenji?) es una aplicación derivada que estuvo disponible en varias ocasiones entre 2013 y 2014. En Puzzle & Dragons Challenge, los jugadores deben utilizar un equipo predefinido de monstruos suministrados para derrotar a una serie de poderosos enemigos dentro de un límite de tiempo de 5 minutos.

### Rompecabezas y dragones W

Jugabilidad en Puzzle & Dragons W. En este nivel, el jugador debe hacer al menos dos combos de orbes de agua para poder dañar al personaje enemigo DeviTAMA de la izquierda.

El 29 de julio de 2014, la edición japonesa de Puzzle & Dragons se actualizó a la versión 7.0.0, y con esta actualización se introdujo Puzzle & Dragons W (パズドラＷ Pazudora Daburyū?). Este segundo juego se incluyó junto con la versión normal de Puzzle & Dragons. Puzzle & Dragons W se centra principalmente en el monstruo TAMADRA de Puzzle & Dragons y narra la historia de cómo los huevos AvaTAMA (アバたま Abatama?), que contienen ropa otorgada por otros monstruos, fueron robados por el malvado Rey DeviTAMA para su propio uso. En Puzzle & Dragons W, los principales objetos coleccionables son las piezas de AvaTAMA en lugar de los propios monstruos.
La jugabilidad de Puzzle & Dragons W es similar a la del juego estándar, aunque se centra más en los aspectos del rompecabezas que en los elementos de RPG presentes en Puzzle & Dragons. Los jugadores gastan puntos de resistencia para iniciar niveles, donde se les otorga un tiempo limitado para desplazar un solo orbe por el tablero del rompecabezas y realizar combinaciones para dañar al enemigo. A diferencia del juego normal, en Puzzle & Dragons W, el tablero es una cuadrícula de 6 por 6, y en lugar de monstruos, el jugador tiene un avatar de TAMADRA que personaliza con sombreros, objetos portátiles y decoraciones de conchas de AvaTAMA recolectadas. En lugar de recolectar monstruos, el objetivo principal es recolectar piezas de AvaTAMA. Cada AvaTAMA activa habilidades específicas que el jugador puede utilizar durante el rompecabezas, activándose al tocar un orbe estelar de habilidad especial que aparece en el tablero. Estas habilidades suelen cambiar el color de los orbes o limpiar el tablero, como crear una línea a través del mismo, pero también hay habilidades que causan daño o proporcionan libertad de movimiento durante un tiempo limitado. Además, se han introducido nuevos tipos de orbes, como los orbes W con colores arcoíris que actúan como comodines para formar combinaciones de tres con ellos. Se añadieron orbes de ángel blancos (en el lanzamiento) y orbes de diablo negros (en una actualización posterior). Los orbes Jammer ahora llenan el tablero donde no se pueden combinar, pero se pueden eliminar si se borra otra línea cercana; los orbes Jammer morados se multiplican en el tablero si no se eliminan.
Para dañar a los enemigos DeviTAMA, los jugadores deben cumplir con objetivos específicos establecidos para los rompecabezas de cada nivel en Puzzle & Dragons W. Estos objetivos pueden incluir la combinación de un color específico o conjunto de colores en un solo turno, la realización de una cantidad determinada de combos en un solo turno, la combinación de una cantidad específica de orbes en un solo combo, o cualquier combinación de estos tres requisitos. Los jugadores tienen un número limitado de turnos por área para alcanzar estos objetivos, y los turnos se pueden restaurar haciendo coincidir orbes de corazón. Una vez que todos los enemigos DeviTAMA han sido derrotados, el jugador gana el nivel y se le muestra su puntuación según la cantidad de turnos restantes y la cantidad promedio de combos realizados. Esta puntuación se clasifica en una escala de una a tres estrellas, y luego se otorgan los contenidos de los huevos y cofres del tesoro AvaTAMA que dejaron caer los enemigos. En caso de que los AvaTAMA obtenidos sean duplicados de los que ya posee el jugador, el elemento se mejora en lugar de ocupar espacio adicional en el inventario. Los cofres del tesoro otorgan medallas al jugador, una nueva forma de moneda dentro del juego. La siguiente etapa se desbloquea una vez que el jugador alcanza un mínimo de 4 estrellas en las tres áreas de una sola etapa, aunque no es necesario completar las tres áreas para desbloquearla. La limpieza de la tercera área suele ser más desafiante y requiere más resistencia, pero al completarla por primera vez, se restaura la resistencia del jugador y se otorga una mayor cantidad de medallas o incluso una Piedra Mágica, que se transfiere a la cuenta estándar de Puzzle & Dragons.
Al igual que en el juego estándar, los jugadores tienen la opción de utilizar Magic Stones para restaurar la resistencia, continuar en mazmorras después de quedarse sin turnos y aumentar la capacidad de la lista de amigos. Las medallas obtenidas durante el juego se utilizan en la versión Puzzle & Dragons W de Egg Machine. Aunque es posible obtener artículos comunes con una cantidad relativamente baja de medallas, los objetos más raros requieren más medallas, y algunos de los artículos más excepcionales solo están disponibles al jugar giros múltiples.

### Torneo de batalla de rompecabezas y dragones
Puzzle and Dragons Radar es una aplicación complementaria diseñada para mejorar la funcionalidad de realidad aumentada del juego principal, Puzzle and Dragons, con el respaldo del sistema de posicionamiento global (GPS). Esta aplicación está disponible exclusivamente en Japón y se puede enlazar con la cuenta de Puzzle and Dragons del jugador. Al participar en el juego Radar, los jugadores tienen la oportunidad de recolectar orbes al caminar y explorar su entorno. Estos orbes pueden ser canjeados en Puzzle and Dragons por una variedad de objetos y monstruos, que incluyen Tamadras, Piis, mazmorras de 1 hora y diversos premios adicionales.

## Productos derivados

### Rompecabezas y dragones X
El juego Puzzle & Dragons Battle Tournament (パズドラ バトルトーナメント Pazudora Batoru Tōnamento?, shortened to Pazubato (パズバト?)) fue lanzado en colaboración con Square Enix el 24 de abril de 2014. La mecánica de juego en Battle Tournament es similar a la del juego móvil original. Los jugadores utilizan un equipo de monstruos y resuelven un rompecabezas de combinación de fichas para determinar la potencia de los ataques de sus monstruos. Además, pueden activar las habilidades activas de sus monstruos durante el juego para obtener diversos efectos y seleccionar un monstruo como líder del equipo para aprovechar la habilidad pasiva del líder.
Sin embargo, se realizaron adaptaciones significativas para la versión arcade, que utiliza la tarjeta inteligente NESiCA para almacenar los datos de juego de los jugadores. El rompecabezas ahora se presenta en una cuadrícula de 8 por 5, lo que permite más movimiento y combos. El equipo de monstruos del jugador consta solo de su monstruo líder, cuatro miembros secundarios ("sub") y un monstruo amigo. Además, el jugador puede seleccionar tres monstruos de reserva para utilizar durante el juego.
Los jugadores eligen avatares para participar tanto en el modo historia como en el modo en línea, donde compiten contra otros jugadores en tiempo real. Estos avatares poseen habilidades activas que se pueden utilizar durante el juego. A diferencia del juego móvil, los puntos de salud (HP) de los monstruos no se agrupan, y los monstruos individuales pueden temporalmente quedar fuera del juego si pierden todos sus HP. Si los monstruos del jugador causan más daño después de que uno ha quedado sin HP, el oponente recibe daño directo. La derrota ocurre cuando los HP de cualquier jugador se agotan.
A lo largo del juego, los jugadores pueden adquirir elementos especiales utilizados para evolucionar los monstruos recolectados o para utilizar la Rare Egg Machine del juego y obtener nuevos monstruos.

### Juego de cartas coleccionables de rompecabezas y dragones
El juego de cartas coleccionables Puzzle & Dragons se estrenó en Japón el 15 de enero de 2015. Este juego implica la combinación de orbes en diversas cartas para ejecutar ataques o realizar combos estratégicos. Para conmemorar el lanzamiento, se introdujo una nueva mazmorra de tiempo limitado en el videojuego, la cual presentaba un monstruo diseñado específicamente para el juego de cartas coleccionables.

### Puzzle & Dragons Z + Edición Super Mario Bros.
El 3 de mayo de 2013, GungHo Entertainment anunció un spin-off para Nintendo 3DS titulado Puzzle & Dragons Z (パズドラZ Pazudora Zetto?) durante el Puzzle & Dragons Fan Appreciation Festival 2013. El juego fue lanzado en Japón el 12 de diciembre de 2013. Aunque el juego comparte similitudes fundamentales con la versión móvil, incorpora elementos de juego de rol, como ciudades y personajes no jugadores (NPC).
Hasta el 30 de julio de 2014, Puzzle & Dragons Z había distribuido más de 1,5 millones de copias. Además, se serializó un manga basado en Puzzle & Dragons Z en la revista CoroCoro Comic a partir del 29 de septiembre de 2013, y el primer volumen compilatorio ankōbon fue lanzado el 28 de abril de 2014.
Puzzle & Dragons Z fue lanzado en Norteamérica y Europa en mayo de 2015, simultáneamente con la edición de Super Mario Bros. Este lanzamiento permitió a los jugadores de estas regiones disfrutar tanto de Puzzle & Dragons Z como de la emocionante colaboración con Super Mario Bros. Edition.
El 26 de junio de 2014, se lanzó una edición de juego de arcade titulada Puzzle & Dragons Z: Tamer Battle (パズドラZ テイマーバトル Pazudora Zetto Teimā Batoru?). En este juego de arcade, los jugadores escanean tarjetas coleccionables en la máquina arcade para enfrentarse a otros jugadores en diferentes lugares de Japón, utilizando un sistema similar al del juego portátil. Además, se introduce un incentivo llamado "Bono Z", indicado por una parte de la tarjeta que la máquina cortará si se elige.
Puzzle & Dragons: Super Mario Bros. Edition" para Nintendo 3DS presenta personajes de la serie Super Mario en una jugabilidad similar a la de Puzzle & Dragons Z, incluyendo un mundo y una historia. Se lanzó el 29 de abril de 2015 en Japón como título independiente y posteriormente el 1 de mayo de 2015 en Corea del Sur. En Norteamérica y Europa, se incluyó junto con "Puzzle & Dragons Z".
En julio de 2016, se estrenó un segundo spin-off para Nintendo 3DS titulado "Puzzle & Dragons X", acompañado de una adaptación al anime del juego producida por el estudio Pierrot.

## Desarrollo
Antes del lanzamiento de Puzzle & Dragons, GungHo se había centrado principalmente en colaborar en juegos de computadora y consola desde su fundación en 2002, incluyendo títulos como Ragnarok Online. Kazuki Morishita, fundador y director ejecutivo de la empresa, notó una disminución en la calidad de sus juegos, lo que lo llevó a dedicar más tiempo al departamento de desarrollo creativo y a orientar la empresa hacia los juegos móviles alrededor de 2010. Antes de Puzzle & Dragons, la empresa ya había lanzado aproximadamente diez juegos.
La idea de "Puzzle & Dragons" surgió alrededor de agosto de 2011, según Morishita. En ese momento, observaron la popularidad de las aplicaciones móviles de juegos de batalla de cartas en Japón, aunque Morishita sentía que la mayoría de los títulos carecían de originalidad. Se propusieron crear un nuevo tipo de juego de batalla de cartas que combinara géneros de juego, como los aspectos de rompecabezas de unir fichas y la exploración de juegos de rol. Después de aproximadamente un mes, reconocieron que habían desarrollado el núcleo del juego, y posteriormente, un equipo de seis desarrolladores completó el trabajo en el título durante los siguientes seis meses.
Aunque tenían la intención de lanzar el juego simultáneamente para iOS y Android, el reducido tamaño de su equipo los obligó a realizar lanzamientos escalonados. Utilizando el motor de juego Unity, desarrollaron inicialmente de forma nativa en iOS y luego agregaron más desarrolladores con experiencia en Unity para ayudar a migrar la versión de Android. El juego se lanzó por primera vez en la plataforma iOS en los mercados japoneses el 20 de febrero de 2012 sin publicidad y rápidamente encabezó las listas de aplicaciones en unos pocos días. Cuando lanzaron la versión de Android el 18 de septiembre de 2012, GungHo optó por utilizar anuncios de televisión para promocionar el título, ya que ahora estaba disponible en ambas plataformas. La versión de Android también encabezó sus listas una semana y media después de su lanzamiento. Las versiones en inglés y coreano del juego se lanzaron aproximadamente medio año después del éxito en Japón.
GungHo lanzó el título como una aplicación gratuita, donde los jugadores pueden gastar dinero para continuar explorando mazmorras después de agotar su resistencia o ser derrotados, recolectar más monstruos o intentar obtener monstruos raros mediante un sorteo aleatorio. Morishita señaló que observaron un cambio en los hábitos de gasto de los jugadores a medida que se acostumbraban a las ganancias, pasando de explorar continuamente las mazmorras a centrarse más en obtener monstruos más raros.
Según Morishita, en 2014, alrededor de cuarenta desarrolladores y artistas estaban trabajando en el título, y casi la mitad de ellos se centraban en actualizaciones continuas y recursos artísticos. El juego ha desarrollado algunos modos nuevos, como el modo desafío, mazmorras técnicas y un nuevo sistema de clasificación en ciertas mazmorras donde el jugador recibe puntos según el número de combos generales, la rareza, el costo y más.
GungHo anunció que Puzzle & Dragons dejará de brindar soporte a dispositivos con sistemas operativos inferiores a iOS 6 y Android Ice Cream Sandwich (4.0) en diciembre de 2014 en Japón y en la primavera de 2015 en Norteamérica y Europa. Además, Puzzle & Dragons W ya no es compatible con el iPhone 3GS y el iPod Touch de tercera generación, ni con versiones de Android inferiores a Android Honeycomb (3.0).

## Música
La banda sonora de Puzzle & Dragons fue compuesta por Kenji Ito y Yukio Nakajima. Una versión de la banda sonora que incluía las contribuciones de Ito fue lanzada el 3 de abril de 2013 a través de iTunes Store. Además, Kenji Ito desempeñó el papel de compositor tanto en Puzzle & Dragons Z como en Puzzle & Dragons: Battle Tournament. En el caso del Battle Tournament, Kohei Tanaka también contribuyó a la composición de la banda sonora junto con Ito.

## Recepción
Puzzle & Dragons ganó un premio CEDEC Game Design en 2012.
El juego cuenta con una variedad de productos oficiales en Japón, los cuales se comercializan en las tiendas AppBank Store y a través de la tienda en línea oficial de Puzzle & Dragons. Entre los artículos disponibles se encuentran fundas para teléfonos, correas para teléfonos, libros, juguetes de peluche, figuritas e incluso bocadillos que también están disponibles en las tiendas de comestibles japonesas. Además, se han lanzado otros videojuegos para consolas portátiles y salas de videojuegos en Japón, junto con productos exclusivos que solo pueden adquirirse a través de máquinas de garra claw cranes
La letra de la canción "Ignite" de la banda de heavy metal Mary's Blood en 2021 se inspiró en Puzzle & Dragons y se centra en uno de los personajes del juego.

### Ventas
En abril de 2013, Puzzle & Dragons se destacó como la aplicación más rentable del mundo en las plataformas  iOS y Android. A mediados de ese mismo año, la versión japonesa del juego había sido descargada más de 18 millones de veces, lo que equivalía a casi el 10 por ciento de la población del país. Para octubre de 2013, el juego había alcanzado las 20 millones de descargas en Japón y superado el millón de descargas en Norteamérica, generando ingresos diarios estimados de 4,5 millones de dólares.En mayo de 2014, GungHo anunció que Puzzle & Dragons había superado los 28 millones de descargas en Japón, mientras que la versión norteamericana había alcanzado los 4 millones de descargas. En octubre de 2015, la compañía informó que Puzzle & Dragons había superado los 50 millones de descargas en todo el mundo, con 38 millones en Japón, 8 millones en América del Norte, 2 millones en Corea del Sur y 2 millones en Taiwán y Hong Kong. En octubre de 2017, el juego continuó su éxito con más de 62 millones de descargas, incluyendo 46 millones en Japón y 12 millones en América del Norte.
En 2012, Puzzle & Dragons generó ingresos por un total de 14.599 millones de yenes. En los años 2013 y 2014, el juego registró ingresos anuales de 1.5 mil millones de dólares cada año. De esta manera, Puzzle & Dragons se convirtió en el primer juego para móviles en la historia en alcanzar la impresionante cifra de mil millones de dólaresen ingresos. Hacia finales de 2017, los ingresos del juego ascendieron a 6 mil millones de dólares, consolidándose como la aplicación móvil con mayores ganancias de todos los tiempos hasta que fue superada por Monster Strike en octubre de 2018. En total, Puzzle & Dragons ha recaudado 7 mil millones de dólares y se posiciona como la segunda aplicación móvil con mayores ganancias de todos los tiempos hasta octubre de 2018.

### Crítica
Un blog de Gamasutra que analiza tácticas de "monetización coercitiva" en videojuegos mencionó Puzzle & Dragons como uno de los ejemplos más hábiles de hacer creer a los jugadores que están participando en un juego de habilidad, cuando en realidad es un juego orientado al dinero (es decir, incita a los jugadores a gastar más y más dinero).